# Saint-Agathon
Saint-Agathon (bret. Sant-Eganton) – miejscowość i gmina we Francji, w regionie Bretania, w departamencie Côtes-d’Armor.
Według danych na rok 1990 gminę zamieszkiwały 1453 osoby, a gęstość zaludnienia wynosiła 100 osób/km² (wśród 1269 gmin Bretanii Saint-Agathon plasuje się na 432. miejscu pod względem liczby ludności, natomiast pod względem powierzchni na miejscu 684.).